# Lewis River (Neuseeland)
Der Lewis River ist ein rund 18 km langer Fluss im Hurunui District, im Norden der Region Canterbury auf der Südinsel von Neuseeland.

## Geographie
Das Quellgebiet des Lewis River befindet sich in einer Höhe von 875 m östlich des New Zealand State Highway 7 im Gebiet des Lewis Pass. Der Fluss verläuft weitgehend parallel zum State Highway nach Süden und mündet nach 18 Flusskilometer in den Boyle River. Begleitet wird der Fluss an seiner Ostseite von der Bergkette der bis zu 1736 m hohen Libretto Range und an seiner Westseite von der Bergkette, die im 1870 m hohen Mount Technical ihren höchsten Punkt findet.

## Flora und Fauna
Das Einzugsgebiet des Lewis River besteht bevorzugt aus Buchenwald, der als Lewis Pass National Reserve vom Department of Conservation verwaltet wird. In dem unteren Teil des Flusses können begrenzt Forellen geangelt werden. Insgesamt ist der Fluss für Forellen aber nicht besonders geeignet, da er über zu wenige Becken verfügt.

## Sylvia Flats Hot Pools
1,2 km südlich der Mündung des Nina River in den Lewis River und 2,9 km nördlich der Mündung des Lewis River in den Boyle River befanden sich im Flussbett des Lewis River die von Einheimischen als Sylvia Flats Hot Pools bezeichneten, warme aufsteigende Quellen, die von Insidern geschätzt wurden. Die Quellen wurde im Januar 2017 durch Erdrutsche verschüttet, nachdem heftige Regenfälle einen Hang am Fluss aufgeweicht hatten.